# 靳伟
靳伟（1972年5月—），山西长治人，汉族，中华人民共和国政治人物，中国共产党党员，第十三届全国人民代表大会北京地区代表。

## 生平
工商管理碩士畢業，曾任北京市经济和信息化委员会主任、首钢集团董事长、北京市人民政府秘书长。2018年2月24日，当选为第十三届全国人大代表。
2020年11月，任北京市人民政府副市长。2022年6月，当选为中共北京市委常委。